# Otthia lisae
Otthia lisae är en svampart som först beskrevs av De Not., och fick sitt nu gällande namn av Pier Andrea Saccardo 1882. Otthia lisae ingår i släktet Otthia och familjen Botryosphaeriaceae.   Inga underarter finns listade i Catalogue of Life.